# Sidi Ali Labrahla
Sidi Ali Labrahla (franska: Sidi Ali Labrahla (CR), Sidi Ali Labrahla (Commune Rurale), arabiska: سيدي عبد  الله) är en kommun i Marocko.   Den ligger i provinsen Rehamna och regionen Marrakech-Safi, 230 km sydväst om huvudstaden Rabat. Antalet invånare är 6 894.